# Ibán Cuadrado
Ibán Cuadrado (Salamanca, España, 21 de febrero de 1979) es un exfutbolista profesional español con más de 500 partidos como profesional que jugaba de defensa central.Actualmente Entrenador con licencia UEFA PRO, de Coordinador de futbol y de Manager  deportivo por la RFEF.

## Trayectoria

### Inicios
Se formó en las categorías inferiores del Fútbol Club Barcelona durante 15 años pasando por todos los equipos de la cantera hasta llegar al primer equipo donde llegó a debutar en Dinamarca gracias a Vaan Gaal en un partido de Champions. Habitualmente jugó en Segunda división con el Barcelona B junto a jugadores de la Masia que marcaron una época, como Xavi Hernández, Puyol, Iniesta, Valdés, Luis García, Pepe Reína, Miquel Arteta,  etc. 

### Periodo pimentonero
En la temporada 2001-02 recaló en el Real Murcia Club de Fútbol, y se convirtió desde su llegada en uno de los fijos en las alineaciones. En la temporada 2002-03 consiguió el ascenso a Primera división, donde un año más tarde descendió.
Tras tres temporadas en Segunda división. el Real Murcia Club de Fútbol. en la temporada 2006-2007, consiguió volver a la máxima categoría del fútbol español. En esta temporada Cuadrado jugó un total de 34 partidos en liga.
En la temporada 2007-08, tras la marcha de Juanma Valero, Iban Cuadrado ocupó el puesto de primer capitán del equipo. Pero el entrenador Lucas Alcaraz apenas contó con él, y solo tras su destitución y la llegada al club de Javier Clemente empezó a aparecer en las alineaciones granas. En total jugó 10 partidos, descendiendo de nuevo con su club a la Segunda División.
Al finalizar la temporada se concretó su fichaje por el Málaga CF en Primera División. 

### Periodo malaguista
En Málaga juega dos temporadas, la primera jugando 14 partidos y salvando la categoría de un equipo recién ascendido, pero el segundo año las cosas no le saldrían de la misma forma y donde tan solo jugaría cuatro partidos en la primera vuelta de la Primera División de España 2009-10. Por ello, se marcharía a la Liga Adelante en el mercado de invierno al Rayo Vallecano de Pepe Mel y Felipe Miñambres donde no tendría mucho protagonismo en las alineaciones. 
La temporada 2010-11 fue fichado por la SD Ponferradina de la Liga Adelante jugando más de 30 partidos tras su corta y discreta estancia en el Rayo Vallecano que lo fichó en el mercado de invierno de la anterior temporada.

### Nuevo periodo salmantino
El 4 de agosto de 2011, Ibán Cuadrado fichó por la UD Salamanca por una temporada, empezando un nuevo ciclo en su ciudad de origen.

### China
En enero de 2013, el marcador central, participante de las sesiones AFE, llegó a un acuerdo para integrarse en las filas del Shanghái Donghai, recién ascendido a la Superliga de China, durante un año. Se convertiría ese año en el único extranjero de la primera división de China en jugar todos los minutos de la liga y marcando el gol decisivo de la salvación del equipo en el primer año en la categoría.
En enero de 2014, después de acabar un buen año, el jugador renovó otro año más por el Shanghái Donghai de la Superliga de China, convirtiéndose en el único jugador español en la competición esa temporada.
Para la temporada 2015, cambió de aires y se marchó al Guizhou Hengfeng Zhicheng.donde el primer año salvaron la categoría con un equipo recién ascendido de tercera división. Al año siguiente en la temporada 2015/16 consigue acabar su carrera futbolística con 38 años y con más de 500 partidos como profesional ascendiendo a la Superliga China con Ghuizhou Hengfeng Zhicheng en la ciudad de Guiyang. 

### Carrera de entrenador
Una vez retirado, inicia su carrera de entrenador como seleccionador SUB18 en la federación de fútbol de la región de Murcia en la temporada 2017/2018. Tras su paso por la FFRM, en octubre de 2018 regresó al F. C. Barcelona para ejercer de segundo entrenador del Juvenil B.En la temporada 2019/20 pasa al Área de Metodología del FCB como coordinador de todo el futbol 11. Más tarde en la temporada 2020/21 pasa de nuevo a los banquillos como Segundo entrenador del división de honor. En las temporadas 2021/22 gana su primera liga como primer entrenador del juvenil B y ganando torneo internacional en Yakarta. Acaba su etapa con el juvenil en el fútbol club Barcelona la temporada 2022/23 después de ganar un MIC y luchar hasta el último partido la liga juvenil  nacional. 

## Clubes
| Club                      | País   | Año       |
| ------------------------- | ------ | --------- |
| F. C. Barcelona C         | España | 1997-1998 |
| F. C. Barcelona B         | España | 1998-2001 |
| Real Murcia C. F.         | España | 2001-2008 |
| Málaga C. F.              | España | 2008-2010 |
| Rayo Vallecano            | España | 2010      |
| S. D. Ponferradina        | España | 2010-2011 |
| U. D. Salamanca           | España | 2011-2012 |
| Shanghái Donghai F. C.    | China  | 2013-2014 |
| Guizhou Hengfeng Zhicheng | China  | 2015      |

## Palmarés

### Títulos nacionales
| Título           | Club              | País   | Año     |
| ---------------- | ----------------- | ------ | ------- |
| Segunda División | Real Murcia C. F. | España | 2002-03 |